# В'язовка (Оренбурзький район)
В'я́зовка (рос. Вязовка) — село у складі Оренбурзького району Оренбурзької області, Росія.

## Населення
Населення — 479 осіб (2010; 501 у 2002).
Національний склад (станом на 2002 рік):
- росіяни — 80 %